# Trampa estructural
Una trampa estructural és, en geologia del petroli, un tipus de trampa geològica que es forma com a resultat de canvis en l'estructura del subsòl, a causa de processos tectònics, diapírics, gravitacionals i compactionals. Aquests canvis bloquegen la migració cap amunt dels hidrocarburs i poden conduir a la formació d'una trampa de petroli.
Gràcies a la seva conformació i la presència d'una coberta a prova d'aigua, generalment una capa d'argila, s'atura la migració d'hidrocarburs a partir de la roca d'origen a les capes més superficials de l'escorça de la terra i es permet l'acumulació en els porus de la roca, anomenada roca dipòsit, creant d'aquesta manera un dipòsit sovint econòmicament explotable, gairebé sempre amb una estratificació de fluids característics constituïts per dipòsits de gas natural a la part superior i dels hidrocarburs líquids a la part inferior.
Les trampes estructurals van ser les primeres estructures d'acumulació d'hidrocarburs conegudes, analitzades i interpretades. La geologia del petroli va néixer a principis del segle passat, en gran part amb l'inici de les activitats d'exploració sistemàtica dedicada al descobriment d'aquest tipus de trampes .
Les trampes estructurals són el tipus més important del trampes, ja que representen la majoria dels recursos de petroli descoberts al món. Les tres formes bàsiques de trampes estructurals són la trampa anticlinal, la trampa de falla i la trampa de dom de sal.

## Trampa anticlinal

Trampa anticlinal

Un anticlinal és una àrea per sota de la superfície, on els estrats han estat empesos i han format una cúpula. Si hi ha un estrat de roca impermeable present en aquesta forma de cúpula, els hidrocarburs es poden acumular a la cresta fins que l'anticlinal està ple fins al punt de vessament, el punt més alt en on els hidrocarburs poden escapar de l'anticlinal. Aquest tipus de parany és de lluny el més important per a la indústria d'hidrocarburs.
Les trampes anticlinals són generalment cúpules ovals llargues de terra que sovint es poden veure mirant un mapa geològic o sobrevolant la zona.

## Trampa de falla

Fault trap

Aquesta trampa es forma pel moviment de capes de roques permeables i impermeables al llarg d'una línia de falla. La trampa de petroli que es forma en la roca permeable de la falla és adjacent a una roca impermeable, que impedeix que migrin els hidrocarburs. En alguns casos, pot ser una substància impermeable que s'estén al llarg de la línia de falla (com ara argila), que també actua per evitar la migració. Això es coneix com a frotis d'argila.

## Trampa de dom de sal

Salt dome trap

Les masses de sal són empeses cap amunt a través de roques clàstiques, pel seu major dinamisme, i amb el temps emergeixen a la superfície (vegeu dom de sal). Aquesta sal és impermeable i quan creua una capa de roca permeable, en què els hidrocarburs estan migrant, bloqueja la via de la mateixa manera que ho fa una trampa de falla.